# Cyphostemma masukuensis
Cyphostemma masukuensis är en vinväxtart. Cyphostemma masukuensis ingår i släktet Cyphostemma och familjen vinväxter.

## Underarter
Arten delas in i följande underarter:
- C. m. ferrugineovelutinum
- C. m. masukuensis
- C. m. nguruense
- C. m. ulugurense